# بوروفا (كيييفسكا)
بوروفا (Борова) هي مدينة في مقاطعة كيييفسكا في أوكرانيا.